# King's Cup 2007
De 38e editie van het voetbaltoernooi de King's Cup is gehouden van 22 december tot en met 29 december 2007 in Thailand. Er waren vier deelnemende landen. Gastland Thailand wist voor de 12e keer de King's Cup te winnen.

## Deelnemers
- Thailand (Gastland en Titelhouder)
- Noord-Korea
- Irak (FC Hawler)
- Oezbekistan

## Programma en uitslagen
| Team        | W | G | V | Pnt | DV | DT |
| ----------- | - | - | - | --- | -- | -- |
| Thailand    | 3 | 0 | 0 | 9   | 6  | 3  |
| Irak        | 2 | 1 | 1 | 6   | 5  | 3  |
| Oezbekistan | 0 | 1 | 2 | 1   | 5  | 8  |
| Noord-Korea | 0 | 1 | 2 | 1   | 2  | 4  |

Alle wedstrijden zijn gespeeld in het Rajamangalastadion in Bangkok
| Datum      | Thuisteam   | Uitslag | Uitteam     |
| ---------- | ----------- | ------- | ----------- |
| 22-12-2007 | Thailand    | 3-2     | Oezbekistan |
|            | Irak        | 1-0     | Noord-Korea |
| 24-12-2007 | Noord-Korea | 2-2     | Oezbekistan |
|            | Thailand    | 2-1     | Irak        |
| 26-12-2007 | Irak        | 3-1     | Oezbekistan |
|            | Thailand    | 1-0     | Noord-Korea |
| Finale     |             |         |             |
| 29-12-2007 | Thailand    | 1 - 0   | Irak        |